# Brevet från Gertrud
Brevet från Gertrud är en idéroman av Björn Larsson utgiven av Norstedts 2018.
Boken tar upp frågor om identitet, tro och tolerans.

## Handling i korthet
Huvudpersonen Martin Brenner får ett omskakande brev efter begravningen av sin mor Maria. Modern kom som ung flykting till Sverige 1945 och hette i själva verket Gertrud och judinna och överlevare från Auschwitz.
Brevet från Gertrud är en berättelse om identitet. Kan man välja vad man vill vara, eller är det omgivningen som bestämmer ens etniska tillhörighet?

## Mottagande
Brevet från Gertrud är ett utforskande som på många sätt rör sig mellan himmel och jord. Martin badar i tvivel och visar oss hur lätt det är att hamna i att vara ute efter att få rätt, inte att ha rätt.
| ”                                        | Björn Larsson skriver om ursprung och hemligheter i en lågmäld roman som borde bli obligatorisk läsning för alla. | „ |
| – Annika Koldenius Wall, 4 oktober 2018. | |   |

Romanen lämnar oss ensamma med de antijudiska fördomarna. Kenneth Hermele saknar nyanser i den kontroversiella historien om judisk identitet.
| ”                                  | Jag vill hårdnackat försvara min – och Martins – rätt att först och främst bli betraktade som människor. | „ |
| – Björn Larsson, 23 november 2018. | |   |